# Heterarmia appositaria
Heterarmia appositaria är en fjärilsart som beskrevs av Herz 1905. Heterarmia appositaria ingår i släktet Heterarmia och familjen mätare. Inga underarter finns listade i Catalogue of Life.